# سان پیو دل کامره
سان پیو دل کامره (به ایتالیایی: San Pio delle Camere) یک کومونه در ایتالیا است که در استان لاکویلا واقع شده‌است. سان پیو دل کامره ۱۷٫۲۶ کیلومتر مربع مساحت و ۶۶۱ نفر جمعیت دارد و ۸۳۰ متر بالاتر از سطح دریا واقع شده‌است.